# Tommy McClennan
Tommy McClennan (Durant (Mississippi), 4 januari 1905 – Chicago, 9 mei 1961) was een Amerikaanse blueszanger en -gitarist.

## Biografie
McClennan werd geboren in Durant, Mississippi en groeide op in de stad. Hij speelde en zong blues in een ruige, energieke stijl. Hij maakte een reeks opnamen voor Bluebird Records van 1939 tot 1942. Hij speelde regelmatig met zijn vriend Robert Petway. Zijn stem is op de achtergrond te horen op Petway's opname van Boogie Woogie Woman (1942). De singles van McClennan in deze periode omvatten Bottle It Up and Go, New Highway No. 51, Shake 'Em on Down en Whisky Head Woman. Verschillende van zijn liedjes zijn gecoverd door andere muzikanten, waaronder Cross Cut Saw Blues (gecoverd door Albert King) en My Baby's Gone (Moon Mullican). I'm a Guitar King van McClennan werd opgenomen in de collectie The Country Blues uit 1959, uitgegeven door Folkways Records. McClennan overleed aan bronchopneumonie in Chicago, Illinois op 9 mei 1961.
'Hij speelde een andere gitaarstijl', zei Big Bill Broonzy. 'Je maakt gewoon de akkoorden en verandert wanneer je zin hebt om te veranderen'. Screaming and Hollerin' the Blues van John Fahey bevat een interview met Booker Miller, een tijdgenoot van Charley Patton, waarin Miller iemand noemde die hoogstwaarschijnlijk Tommy McClennan is, hoewel Miller zijn naam niet kende: ... en ik zag nog een kerel, hij bracht wat platen uit, zij (hij en Willie Brown) zijn samen, maar hij is alleen als ik hem zie, ze noemden hem 'sugar' ... Ik heb hem nooit als niets anders dan 'sugar' gekend, hij bracht een plaat uit met de naam Bottle Up and Go ... Ik heb hem mijn gitaar verkocht. Bob Dylan coverde Tommy McClennans Highway 51 op zijn titelloze debuutalbum in 1962.

## Overlijden
Tommy McClennan overleed in mei 1961 op 56-jarige leeftijd.
- Bibliothèque nationale de France: cb13976096w (data)
- Gemeinsame Normdatei: 1082448826
- International Standard Name Identifier: 0000 0003 7413 9825
- Library of Congress Control Number: no93035158
- MusicBrainz: a171ead8-b70c-4284-9445-5e46cf8f233b
- Nationale Bibliotheek van Israël: 987007404102205171
- Système universitaire de documentation: 197051006
- Virtual International Authority File: 2664817
- WorldCat: E39PBJghqRrC8HrbF7M7yyJ4bd